# Josh Kronfeld
Joshua Adrian Kronfeld (Hastings, 20 giugno 1971) è un ex rugbista a 15 e conduttore televisivo neozelandese, in carriera attivo nel ruolo di terza linea ala e presente in due edizioni della Coppa del Mondo nelle file degli All Blacks.

## Biografia
Nato da padre con ascendenze ebree tedesche e samoane e da madre neozelandese, Kronfeld crebbe ad Hastings e, nel 1990, fu a Dunedin per gli studi universitari in educazione fisica presso l'Università di Otago, della cui squadra di rugby entrò presto a fare parte.
Nel 1992 entrò nella selezione provinciale di Otago, di cui divenne titolare nella stagione successiva.
Nel 1995 esordì ad Auckland in un test match degli All Blacks contro il Canada e fu in seguito convocato per la Coppa del Mondo di rugby 1995 in Sudafrica, in cui giunse fino alla finale.
Fu presente anche alla Coppa del Mondo di rugby 1999 con cinque incontri disputati e l'anno successivo, durante il Tri Nations 2000, scese in campo per l'ultima volta per la Nuova Zelanda dopo 54 incontri internazionali.
Nel 2001 si trasferì in Inghilterra al Leicester con cui, nella sua prima stagione, si laureò sia campione nazionale che campione d'Europa; fino al 2004 fu nella formazione inglese, per poi ritirarsi dal rugby attivo.
Dalla fine dell'attività agonistica lavora in televisione come conduttore e commentatore di programmi sia sportivi che di intrattenimento.

## Palmarès
- Premiership: 1
Leicester: 2001-02
- Heineken Cup: 1
Leicester: 2001-02